# Proline
Pour les articles homonymes, voir Proline (homonymie).
La proline (abréviations IUPAC-IUBMB : Pro et P) est un acide α-aminé dont l'énantiomère L est l'un des 22 acides aminés protéinogènes, encodé sur les ARN messagers par les codons CCU, CCC, CCA et CCG. C'est le seul acide aminé protéinogène ayant une amine secondaire et non primaire, ce qui lui confère une géométrie particulière tendant à interrompre les structures secondaires des protéines telles que les hélices α et les feuillets β. 
La proline forme des résidus apolaires qui en polymérisant peuvent former divers types de protéines dans une famille dite des polyprolines.
La présence de nombreux résidus de proline peut être à l'origine d'une hélice à proline; c'est notamment le cas du collagène. Le cycle de la proline est presque plan. Cela peut être montré en considérant les angles de liaison dans ce cycle.  

## Dans le monde animal
La proline intervient notamment dans la synthèse du collagène, qui possède la séquence (Gly–Pro–Hyp)n et la cicatrisation.
Lors de séquençage d'une protéine en utilisant des protéases (chymotrypsine, élastase, thermolysine, trypsine, carboxypeptidase B) il n'y a pas de coupure lorsque le résidu suivant est une proline.

## Dans le monde végétal
La proline est impliquée dans la bonne germination des graines, la floraison et d'autres phases de développement des plantes.
On a constaté des accumulations de proline chez de nombreuses d'espèces végétales quand elles étaient exposées à divers types de stress environnementaux, dont le stress hydrique chez la tomate et la betterave sucrière (sécheresse),,. 
Un nombre croisant de preuves plaide pour une corrélation positive entre ces accumulations et la gestion métabolique de ces stress par les plantes. Elle a un rôle d'osmolyte, mais elle est aussi un chélateur de métaux et a des propriétés antioxydantes: « Appliquée de manière exogène et à faibles doses, elle améliore la tolérance au stress chez les plantes », « la proline exogène atténue le stress salin en améliorant les activités antioxydantes, en réduisant l'absorption du sel tout en améliorant l'assimilation du potassium » chez la tomate, le concombre, les oignons,,. La symbiose mycorhizienne de champignons dans les racines permet d'améliorer significativement l'action de la proline, notamment en cas de sécheresse intense. 
Plusieurs auteurs ont aussi noté des effets indésirables à des doses plus élevées. Une publication brésilienne (2019) a déterminé le juste dosage en proline des applications aux tomates cultivés en serre affectées par des températures élevées.

## Données
- Force de van der Waals : 90
- pK1 (α-COOH) : 1,95
- pK2 (αN-H) : 10,64

La proline contient dans sa molécule une fonction amine secondaire cyclique.
Un autre acide aminé, l'hydroxyproline, dérive de la proline par hydroxylation en 4.

## Produits phytopharmaceutiques
- Risque de confusion: Il existe chez Bayer un fongicide sous la marque Proline dont la substance active est le prothioconazole[15].